# Belfort van Komen

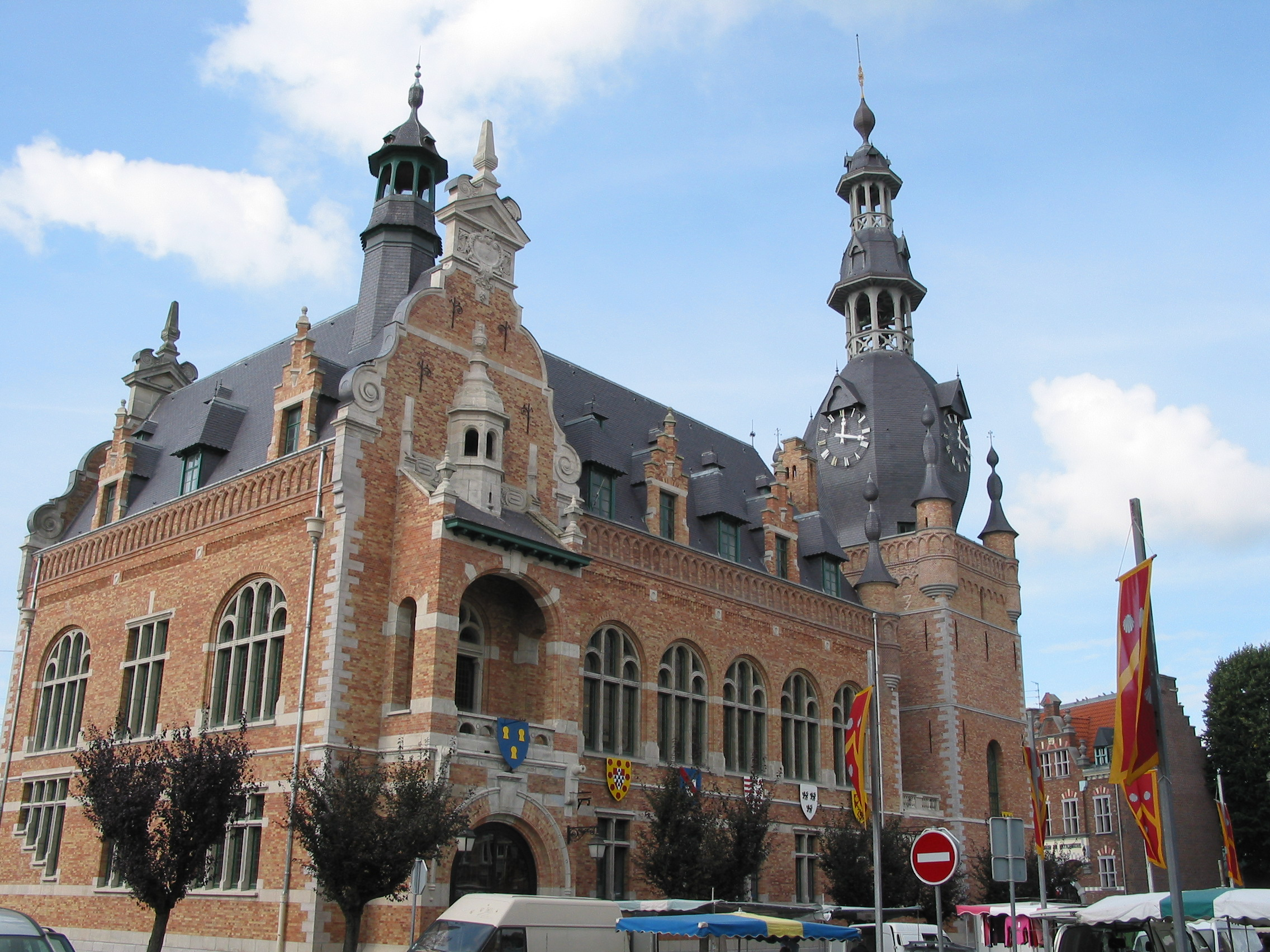
Belfort en Stadhuis van Komen

Het Belfort van Komen in het Noord-Franse plaatsje Komen (Comines) is een van de Belforten in België en Frankrijk op de Werelderfgoedlijst van UNESCO. De geschiedenis van het belfort gaat terug tot de 12de eeuw. Het gebouw kreeg zijn huidig uitzicht in 1623. Tijdens de Eerste Wereldoorlog werd het belfort opgeblazen. Het werd in 1924 herbouwd.